# 9060 Toyokawa
9060 Toyokawa (1992 RM) là một tiểu hành tinh vành đai chính được phát hiện ngày 4 tháng 9 năm 1992 bởi S. Otomo ở Kiyosato.